# Floating Points
Floating Points, pseudonimo di Sam Shepherd (Manchester, ...), è un disc jockey, produttore discografico e compositore britannico.
Shepherd è anche cofondatore dell'etichetta discografica Eglo Records.
Dopo aver pubblicato numerosi EP, singoli e apparizioni live, Shepherd ha presentato il primo album in studio dei Floating Points, Elaenia, nel novembre del 2015, ricevendo dalla critica consensi unanimemente positivi. Ha debuttato nel febbraio 2009 con For You/Radiality (Eglo records) e nel corso del tempo ha consolidato la sua posizione come uno dei personaggi di spicco dell'odierno movimento dance mondiale, guadagnandosi il rispetto dei colleghi, come Theo Parrish, Kyle Hall, Benji B e Ramadanman.

## Biografia
(Floating Points, 2015)
Nato a Manchester, Shepherd ha studiato pianoforte alla Chetham's School of Music prima di laurearsi in neuroscienze ed epigenetica alla University College London. La formazione musicale di Shepherd ha inizio durante gli anni della high school: all'inizio, infatti, Shepherd, studiando pianoforte classico, si concentrava principalmente sulla musica classica, e in particolare sui grandi impressionisti francesi (Debussy, Messiaen, Mouray); in quegli anni, il suo insegnante gli fece ascoltare Bill Evans e Kenny Wheeler, e Shepherd ne rimase piacevolmente colpito, al punto che in seguito, spinto dalla musiqué concrete di questi autori, cominciò ad ascoltare artisti come Stockhausen e ad utilizzare l'S950 e il computer Atari contenuti in una piccola stanzetta inutilizzata della sua scuola. A casa, la musica di Shepherd riempiva tutte le stanze, trasformandole in una specie di studio di registrazione improvvisato che permetteva alla sua mente agile e curiosa di esplorare i meandri della musica che amava. C'era una batteria in salotto e un violoncello in cucina, più un groviglio di fili elettrici che riempivano ogni angolo della cosa, per poi portare alla sua camera da letto.
Nel 2009, quando ancora era impegnato con i suoi studi, Shepherd trovò il tempo per duettare con Alexander Nut, un dj di Rinse FM, e per formare la Eglo Records, un'etichetta discografica che negli anni 2010 ha avuto grande fortuna, grazie soprattutto agli importanti endorsement di artisti come Fatima, amica, tra l'altro, di Shepherd.

## Floating Points Ensemble
Shepherd, prima di imbarcarsi sul suo nuovo progetto, si è esibito con una versione dal vivo di Floating Points della portata di 16 pezzi, con il nome di Floating Points Ensemble. La band ha vinto un premio per la "Miglior BBC Radio 1 Maida Vale Session".

## Progetti

### Elaenia
Elaenia, uscito nel 2015, è l'album-risultato di cinque, lunghi, travagliati anni di lavoro, che Shepherd, oltre che per curare la parte musicale dell'album, ha speso per completare il suo dottorato in neuroscienze. La title track, Elaenia, deriva, verosimilmente, da un sogno: un uccello migratore si allontana dal suo stormo e viene inghiottito dalla foresta, nel modo in cui i nostri atomi vengono assorbiti dal tessuto dell'universo quando moriamo. Potremmo ritrovarci, afferma Shepherd, "reincarnati in una SIM a Singapore, o in uno scarabeo in Scozia". La canzone è stata registrata la mattina seguente, completamente improvvisata. La strumentazione è composta esclusivamente da un piano elettrico Fender Rhodes e da un paio di sintetizzatori eterocliti.

### Reflections
Nel 2016 Floating Points ha pubblicato un nuovo cortometraggio/colonna sonora, corredato di nuove canzoni inedite e registrato nel deserto del Mojave in California (l'etichetta è la Pluto Records). Il film, realizzato in collaborazione con la regista Anna Diaz Ortuño, vede la band contestualizzata all'interno di un'incredibile esplorazione sonora dell'ambiente circostante, sotto un immenso cielo desertico. Reflections - Mojave Desert inizia con un giro di accordi suonato su un Rhodes Chroma e registrato con un microfono di prossimità. Nel corso delle riprese, sono stati piazzati numerosi microfoni all'interno del paesaggio, per catturare le naturali grafiche sonore del deserto: l'ondeggiante suono del vento, il richiamo di un uccello, il fruscio dei cespugli, ecc. ecc.
L'Evening Standard, per fare un esempio, non lo classifica come un "continuo" di Elaenia, ma come una "registrazione ambientale".

## Discografia

### Album in studio
- Elaenia (2015)
- Crush (2019)
- Promises (2021) - con Pharoah Sanders & London Symphony Orchestra
- Cascade (2024)

### EP
- Shadows (2011)
- Vacuum Boogie (2009)
- Kuiper (2016)

### Singoli
- For Marmish Part II (2016)
- Kuiper (2016)
- Nuits Sonores / Nectarines (2014)
- Sparkling Controversy (2014)
- King Bromeliad / Montparnasse (2014)
- Danger (2011)
- Marilyn (2011)
- Sais (Dub) (2011)
- Post Suite / Almost in Profile (2010) (released under Floating Points Ensemble)
- People's Potential / Shark Chase (2010)
- For You (2009)
- Love Me Like This (2009)
- J&W Beat (2009)